# Marcus Ehrenpreis
Marcus (ursprungligen Mordechai) Ehrenpreis, född 27 juni 1869 i Lemberg i Galizien i dåvarande Österrike-Ungern (i nuvarande Ukraina), död 27 februari 1951 i Stockholm, var överrabbin i den judiska församlingen i Stockholm från 1914 till 1948. Han var far till Theodor Ehrenpreis.
Ehrenpreis läste kulturhistoria, filosofi och litteratur vid universitetet i Berlin där han avlade rabbinexamen, och blev därefter filosofie doktor i Erlangen 1895 på avhandlingen Kabbalistische Studien. Han var medarbetare till Theodor Herzl och bistod honom vid sionistkongressen i Basel 1897. Ehrenpreis var rabbin i Đakovo och i Osijek från 1896, innan han kallades till överrabbin till Sofia i Bulgarien 1900. År 1914 antog han kallelsen till Stockholm, som Gottlieb Kleins efterträdare. Ehrenpreis spelade en framträdande roll vid de tidigare sionistkongresserna och vann anseende som nyhebreisk författare med essayer om Moses Hess, Chajim Nachman Bialik, Ahad Ha'am med flera.
Under och efter första världskriget organiserade Ehrenpreis internationell hjälpverksamhet, bland annat åt galiziska flyktingar, tog initiativ till flera kulturella svensk-judiska sammanslutningar, bland annat Judiska litteratursamfundet, vars skriftserie han redigerade från 1920, liksom Nationernas bibliotek (tillsammans med Alfred Jensen) 1918–1921 och Judisk tidskrift från 1928. Ehrenpreis vann erkännande som en utmärkt svensk stilist med sina tankerika, på reseintryck från Levanten och Spanien byggda arbeten Österlandets själ (1926), Landet mellan Öster och Väster (1927) och De som byggt Israel (1929) – en serie porträtt av Gamla Testamentets profetgestalter. Memoarboken Mitt liv mellan Öster och Väster (1946). Till Ehrenpreis 60-årsdag utgavs skriften Hälsningar till Marcus Ehrenpreis och ett jubileumshäfte av Judisk tidskrift. Han var även medarbetare i Svensk uppslagsbok. Ehrenpreis tilldelades professors namn 1935. Han blev riddare av Nordstjärneorden 1930 och kommendör av andra klassen av samma orden 1946.